# Diogo Cão

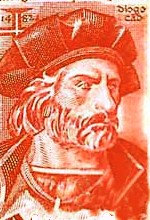
Diogo Cão

Diogo Cão (auch Diego Cao oder Diogo Cam; * 15. Jahrhundert in Vila Real; † 1486/1487?) war ein portugiesischer Seefahrer und Entdecker.

## Person
Cão stammte aus einer Familie, die im Unabhängigkeitskrieg 1385 gegen Spanien kämpfte. Sein Großvater Gonçalo Cão kämpfte für König Johann I. während dieses Krieges. Eine Gedenktafel in der Avenida Carvalho Araújo Nr. 17/19 in Vila Real erinnert daran, dass hier Diogo Cão geboren sein soll. Eine erste Erwähnung fand Cão 1480 als Navigator in Diensten von Johann II. Es handelte sich um eine Reisebeschreibung des Franzosen Eustache de la Fosse, der ihn als Kapitän eines portugiesischen Schiffes um 1480 im Golf von Guinea erwähnte.

## Entdeckungsreisen
Umstritten ist, ob Diogo Cão eine einzige lange oder zwei getrennte kürzere Entdeckungsreisen unternommen hat. Die belegte Tatsache, dass Cão in Portugal am 8. April 1484, also zwischen der ersten Abfahrt und der Aufstellung des zweiten Padrão in Afrika, geadelt wurde, legt den Schluss von zwei Reisen nahe.
Erste Entdeckungsreise
Sommer 1482 (Lissabon) – 8. April 1484 (Lissabon): König Johann II. beauftragte Diogo Cão mit der Erkundung der Westküste Afrikas südlich des Äquators. Die Flotte bestand wahrscheinlich aus zwei Karavellen und führte erstmals steinerne Padroes – anstatt der bisher üblichen Holzkreuze – mit sich. Nach einem Zwischenaufenthalt in Elmina nahm er Proviant beim Fort São Jorge da Mina auf und erreichte am 23. April 1483 die südliche Kongomündung, wo er das erste Padrão setzte, das er dem Heiligen Georg widmete. Die Eingeborenen nannten den Fluss „Zaire“, Cão gab ihm den Namen „Rio do Padrão“. Bis August 1483 fuhr er den Kongo aufwärts, besuchte den Herrscher des Kongo-Reiches und sandte einige schwarze Christen seiner Mannschaft aus, um weitere lokale afrikanische Herrscher zu suchen. Ein weiteres Padrão stellte er am 28. August 1483 am Cabo de Lobo auf, das er dem Heiligen Augustin widmete. 
Diogo Cão ging davon aus, dass der Kongo schiffbar sei und den Weg nach Indien öffnet. Die gleiche Meinung vertrat der portugiesische König, der Papst Innozenz VIII. im Dezember 1485 ein Dankgebet überreichen ließ, in dem er damit prahlte, dass seine Schiffe vor den Toren Indiens stünden.
Nach Cãos Rückkehr belohnte ihn der König am 8. April und 14. April 1484 für seine Verdienste mit dem Ritterschlag und der Verleihung eines Jahressoldes von 1000 Real.
Zweite Entdeckungsreise

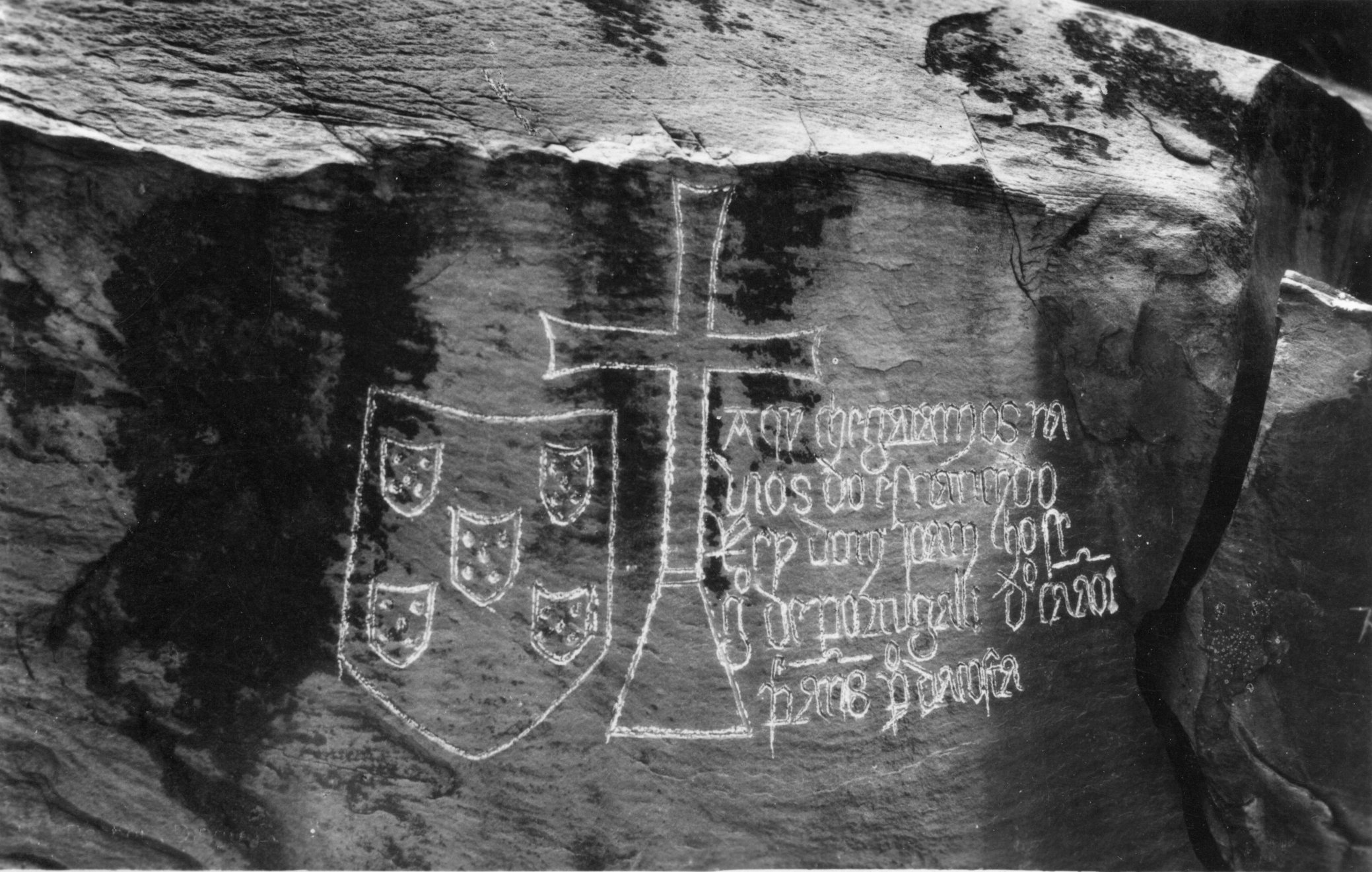
Stein von Ielala

März 1485 (Lissabon) – Ende 1486/Anfang 1487 (Lissabon): Unter Generalkapitän Diogo Cão gelangte die aus zwei Karavellen bestehende Expedition bis zur Mündung des Kongo. Umstritten ist, ob der Deutsche Martin Behaim mit an Bord war. Indizien für seine Mitreise finden sich auf dem Behaim-Globus, den er bis 1493 herstellen ließ. Diogo Cão musste feststellen, dass der Kongo-Fluss nicht den Weg nach Indien eröffnet und die afrikanische Küste sich über das Kap Santa Maria hinaus viel weiter nach Süden zieht, als er bisher vermutete. An der Kongomündung erwarteten ihn seine 1482 ausgesandten Besatzungsmitglieder. Außerdem entließ er drei der vier Afrikaner, die er auf seiner ersten Reise mit nach Portugal genommen hatte, wieder in ihre Heimat. Der vierte ließ sich in Portugal taufen und kehrte erst 1490 mit der Expedition von Gonçalo de Sousa zurück.
Am 18. Januar 1486 drang die Flotte bis zum Kreuzkap vor, wo sie ein Padrão setzte. Mit der Walfischbucht (portugiesisch Ponta dos Farilhoes) erreichte die Armada wohl den südlichsten Punkt ihrer Entdeckungsreise. In der um 1490 entstandenen Karte des Henricus Martellus Germanus steht an dieser Stelle der Vermerk „hic moritur“. Ob Cão hier verstarb oder damit lediglich das Ende der Reise gemeint war, ist umstritten. Historiker wie João de Barros gingen davon aus, dass Cão auf der Rückreise den kongolesischen König besuchte. Einige Autoren berichten davon, dass Cão nach 19 Monaten nach Portugal zurückkehrte. Jedenfalls ist belegt, dass er am 18. Januar 1486 ein Padrão etwa 160 Meilen südlich des Wendepunkts der ersten Reise aufstellte. Wahrscheinlich befuhr Diogo Cão auf der Rückfahrt 1486 den Kongo bis zu den Wasserfällen von Ielala, da dort die in einen Stein geschlagenen Namen von Diogo Cão, Pedro da Costa und Pero Annes gefunden wurden.

## Weiteres Leben
Die Rückkehr Cãos nach Portugal ist umstritten. Wenn er auf der Rückreise verstorben sein sollte, so muss dies nach Januar 1486 geschehen sein. Die Chroniken erwähnen ihn seit 1486 nicht mehr, melden jedoch auch nicht seinen Tod. Im August 1486 startete Bartolomeu Dias aufgrund der von Cão gemachten Entdeckungen seine Reise entlang der westafrikanischen Küste.